# Rocket Racer
Rocket Racer è un personaggio dei fumetti Marvel, è un giovane brillante spesso a cavallo tra bene e male.

## Biografia

### Una vita allo sbando
Robert Farrell nacque a Brooklyn, maggiore di sette fratelli, dei quali fu costretto a prendersi cura a causa della malattia della madre. Sebbene dotato di una spiccata intelligenza, quando si rese conto che non poteva guadagnare abbastanza per sostenere la sua famiglia si diede al crimine ideando l'identità di Rocket Racer, fu nella sua prima sortita in queste vesti che incappò nella tela dell'Uomo Ragno. Dopo questo disastroso inizio, Rocket Racer assume il Riparatore per potenziare il suo skateboard e si mette al soldo di un uomo d'affari per il quale deve recuperare delle prove incriminanti. Rubati i documenti, Robert ricatta a sua volta l'uomo, spingendolo a rivolgersi al Riparatore per creare l'identità di Big Wheel e vendicarsi del ragazzo. Nello scontro che segue, e che coinvolge ancora una volta Spidey, Farrel ha la meglio sul suo avversario.

### Cambio di marcia
Dopo essere stato salvato dall'Arrampicamuri dalle mire di un cacciatore di taglie disonesto, Robert mette la testa a posto e si iscrive all'Empire State University, inoltre collabora con Silver Sable ed altri criminali redenti, per provare l'innocenza dell'Uomo Ragno, accusato ingiustamente di un crimine. Purtroppo la vita scolastica non è tutta rose e fiori, il campus è travolto da un'ondata di razzismo alla quale Rocket Racer risponde con violenza, contribuendo a creare, e successivamente a fermare, il mostruoso Skinhead. Dopo questa avventura, inizia una proficua collaborazione con Sable ed il gruppo dei Fuorilegge, presidiando il sito di un attacco del Flagello dei Criminali, scontrandosi con Speed Demon, affiancando Spidey e i Vendicatori contro il Fantasma dello Spazio, recuperando un reattore nucleare symkariano e salvando la figlia di un dignitario canadese. Con l'avvento dell'Iniziativa dei 50 Stati, Robert prende servizio a Camp Hammond, i suoi debiti però lo spingono ad allearsi con il criminale MODOK, in realtà il suo è un triplo gioco, infatti la sua fedeltà è sempre stata rivolta allo S.H.I.E.L.D.. Dopo il burrascoso periodo nell'Iniziativa, Farrel entra nell'Avengers Academy che frequenterà per poco tempo.

### Troy
Per un breve periodo il costume e lo skate di Rocket Racer sono trafugati da un ragazzo di nome Troy, tuttavia, la sua carriera criminale ha vita breve.

## Poteri e abilità
Robert Farrell è un brillante inventore, nei panni di Rocket Racer cavalca uno skate a reazione ed ha una tuta da combattimento dotata di minirazzi.